# خسرو جمشیدی

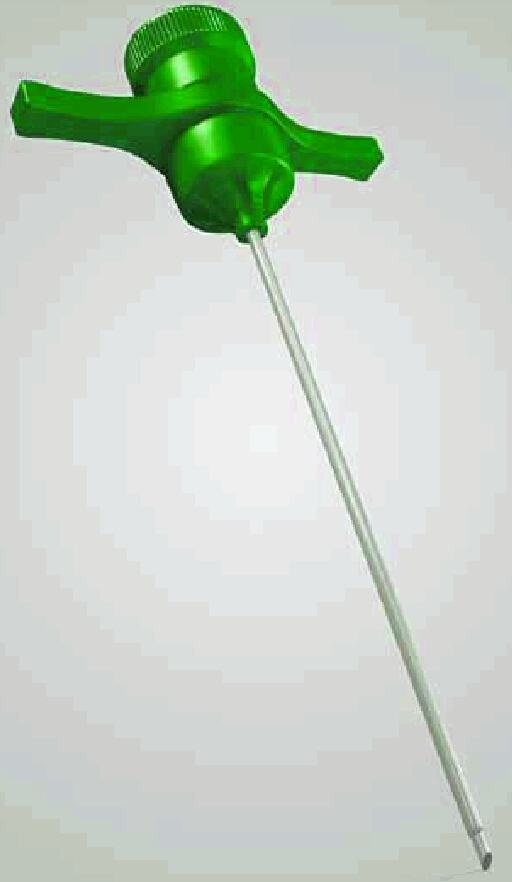
سوزن جمشیدی

خسرو جمشیدی (انگلیسی: Khosrow Jamshidi) یک خون‌شناس اهل ایران است که سوزن جمشیدی را اختراع کرده‌است، که در بافت‌برداری از مغز استخوان کاربرد دارد.